# Oedipus der Tyrann
Oedipus der Tyrann ist Carl Orffs Vertonung des Dramas König Ödipus (griechisch Οἰδίπους Τύραννος Oidípous Týrannos) in einem Prolog und fünf Akten des Sophokles in der deutschen Übersetzung von Friedrich Hölderlin (1804). Als direkte Musikalisierung des vollständigen Dramentextes in Hölderlins Übersetzung bildet Orffs Partitur ein Musterbeispiel für eine Literaturoper. Seine Uraufführung erlebte das Werk am 11. Dezember 1959 an der Württembergischen Staatsoper Stuttgart unter dem Dirigat von Ferdinand Leitner und in der Inszenierung von Günther Rennert mit Bühnenbild und Kostümen von Caspar Neher.

## Handlung
Aufgrund eines Orakels, das prophezeit hat, er werde durch seinen eigenen Sohn sterben, setzt Laios den späteren thebanischen König Oedipus als Kind aus. Später weissagt ein anderes Orakel Oedipus, er werde seinen Vater erschlagen und mit seiner Mutter in Schande leben. Daraufhin verlässt er Polybos und Merope, den korinthischen König und dessen Frau, die ihn als Sohn aufgezogen haben. Auf seiner Wanderung trifft er an einer Wegkreuzung auf Laios und dessen Begleiter. Er wird in einen Kampf mit ihnen verwickelt und erschlägt – ohne es zu wissen – seinen leiblichen Vater Laios. Vor den Toren Thebens kann er die Stadt von der Sphinx, einem Ungeheuer, erlösen und erhält als Belohnung Iokaste, die Witwe des Königs Laios. Er nimmt sie zur Frau und bekommt das Königreich Theben. Damit setzt die eigentliche Dramenhandlung ein, in der Oedipus in sechs Stufen seine Vergangenheit aufdeckt. Ein Orakel, das die Ursachen einer seit längerem wütenden Seuche andeutet, bezieht Oedipus’ Schwager Kreon auf den ungesühnten Mord an Oedipus’ Vorgänger Laios. Daraufhin leitet der neue König von Theben eine Untersuchung des Falles ein. Der einzige überlebende Zeuge gibt an, dass der Mord von einer Räuberbande verübt wurde.
Als Oedipus den blinden Seher Teiresias zu sich holen lässt, um Licht ins Dunkel zu bringen, weigert sich dieser, die wahren Zusammenhänge auszusprechen. Erst als er selbst von Oedipus verdächtigt wird, zögert er nicht länger: Oedipus selbst sei der Mörder von Laios. Dieser glaubt ihm nicht und wittert eine Verschwörung zwischen Kreon und dem Seher. Doch mit der Erinnerung an den Vorfall an der Wegkreuzung stellen sich erste Zweifel ein. Als Oedipus von einem aus Korinth eintreffenden Boten erfährt, dass der verstorbene Polybos und dessen Frau nicht seine leiblichen Eltern sind, sondern ihn von einem Knecht des Laios erhalten haben, werden seine Befürchtungen zur Gewissheit. Iokaste erkennt, dass die delphischen Prophezeiungen sich an ihnen erfüllt haben. Die Gegenüberstellung des korinthischen Boten, der Oedipus als Kind erhalten hatte, bringt die Wahrheit ans Licht, die Narben an seinen damals durchstochenen Füßen sind offensichtlich: Oedipus ist Laios’ und Iokastes Sohn. Als Oedipus entsetzt ins Haus stürzt, findet er Iokaste erhängt. Er blendet sich selbst mit ihren goldenen Spangen. Oedipus, der nun nichts sehnlicher wünscht als zu sterben, muss sich damit abfinden, dass die Entscheidung darüber bei den Göttern liegt. Er übergibt seine Kinder Kreon, der die Herrschaft über Theben übernehmen wird.

## Musik

### Orchester
Wie auch die Partitur von Orffs Antigonae (Salzburg 1949), sieht die Partitur von Oedipus der Tyrann eine in der Musikgeschichte einzigartige Orchesterbesetzung vor:
- 6 Konzertflügel mit 10 Spielern
- 4 Harfen
- 1 Mandoline
- 1 Celesta
- 1 Glasharfe
- 9 Kontrabässe

- 6 Flöten, alle auch Piccoloflöten, 2 Altflöten
- 6 Oboen
- 6 Posaunen
- 1 Organon

Die große Schlagzeugbesetzung verlangt zehn bis fünfzehn Spieler:
- 5–6 Pauken
- 1 Lithophon
- 2 Xylophone
- 5–6 „Tenorxylophone“ (Trogxylophone des Orff-Schulwerks)
- 2 Baßxylophone
- 5 Holztrommeln verschiedener Größe
- 1 Guiro
- 2 Bongos
- 2 Timbales
- 1 großes Tomtom
- 3 Congas
- 2 Große Trommeln
- 3 Tamburine
- Kastagnetten
- 1 Triangel
- 1 Sistren
- 3 Paar Becken (türkisch)
- 3 hängende Becken (türkisch)
- antike Zimbeln
- Röhrenglocken
- 3 Glockenspiele, davon 1 Klaviaturglockenspiel
- 1 Metallophon
- 3–5 Tamtams verschiedener Größe
- 2 javanesische Gongs in C und c

Hinter der Szene:
- 8 Trompeten
- mehrere große Tamtams mit Becken geschlagen

Die Trogxylophone sind Instrumente des Orff-Schulwerks. Da sie im Orchestergebrauch wegen der chromatischen Anordnung der Stäbe ungebräuchlich sind, aber nur sie die Ausführung chromatischer Glissandi ermöglichen, wird in der gegenwärtigen Aufführungspraxis die Mehrzahl der tiefen Trogxylophone durch Marimbaphone ersetzt.
Während die Ausführung der Schlagzeugpartien zur Zeit der Uraufführung beträchtliche Anforderungen an die Schlagzeuger stellte, bietet Orffs Partitur dank der außerordentlichen Entwicklung der Schlagzeugtechnik in den vergangenen Jahrzehnten keine unüberwindlichen Hindernisse mehr.

### Musiksprache
Orffs textgetreue Vertonung von Friedrich Hölderlins Sophokles-Übersetzungen von 1804 bedeutete die Schaffung einer neuartigen Form von Musiktheater, in welchem der Text selbst durch die Deklamation der Singstimmen seine Musikalisierung erfährt. Eine außerordentliche Reduktion der Tonhöhenstruktur in Verbindung mit dem Überwiegen des Rhythmischen bilden die wesentlichen Merkmale von Orffs Spätstil. Im Gegensatz zu den großen Chören der Antigonae-Partitur, die den häufig einstimmig singenden Chor über dem Fundament ausgedehnter ryhthmisierter Klangflächen verwenden, vertraute der Komponist in der Partitur von Oedipus der Tyrann ausgedehnte Textpassagen den solistischen Sprechstimmen einzelner Chorführer an. Diese nicht musikalisch ausnotierte Verwendung der Sprechstimme sollte der Komponist in den auf Altgriechisch gesprochenen Abschnitten seiner späteren Partitur des Prometheus  (Stuttgart 1968) wieder aufgeben.
Orffs Verzicht auf die Grammatik der harmonischen Tonalität erlaubte es dem Komponisten, als musikalisches Äquivalent von Hölderlins archaischer Sprache die deklamierende Stimme selbst zum Träger der Handlung zu machen. Wie Pietro Massa zeigen konnte, begleitete ein intensiver Gedankenaustausch mit dem Altphilologen Wolfgang Schadewaldt, dem Musikwissenschaftler Thrasybulos Georgiades sowie mit Wieland Wagner als vom Komponisten ursprünglich gewünschten Regisseur der Uraufführung den Entstehungsprozess der Orff’schen Antikenopern.
Die Konzentration auf ein Ensemble aus Schlaginstrumenten mit bestimmter und unbestimmter Tonhöhe, ursprünglich sicherlich aus der Faszination geboren, die die einzige noch entwicklungsfähige Gruppe des Orchesters auf die Komponisten des 20. Jahrhunderts ausübte, erscheint zugleich als veritable Patentlösung für einen Komponisten, dem die Erstellung von Tonhöhenorganisationen niemals ein zentrales Anliegen gewesen war. Die Vorstellung eines arbeitsteilig ausdifferenzierten Zusammenwirkens, die das im Laufe der Jahrhunderte organisch gewachsene Orchester der abendländischen Kunstmusik auszeichnete, erscheint im Orchester von Orffs Hölderlin-Opern auf Instrumentenkonstellationen transponiert, die der europäischen Kunstmusik bisher unbekannt waren. Klavier und Xylophone, im traditionellen Orchester eher mit marginalen Aufgaben vertraut, nehmen innerhalb der Partitur von Oedipus der Tyrann etwa die Rolle ein, die dem Streicherkörper im Orchestersatz der Wiener Klassik zufiel. Traditionelle Instrumente der europäischen Orchestertradition – wie etwa Flöten, Oboen, Trompeten, Posaunen und Kontrabässe – erscheinen in Antigonae und Oedipus der Tyrann dagegen mit Funktionen betraut, die von den seltenen Schlaginstrumenten im Orchester des 19. Jahrhunderts wahrgenommen wurde: Als Sonderklangfarben mit beinahe exotischem Klangreiz werden sie nur für spezielle, dramaturgisch motivierte Aufgaben herangezogen.
Im musikhistorischen Rückblick erscheinen Orffs Antikenopern als ein außerordentlich origineller Sonderweg des Musiktheaters nach 1950, der in den Jahren seit 2000, nicht zuletzt wegen der Verwandtschaft von Orffs Musiksprache zu den Tendenzen der Minimal Music, wieder mehr Beachtung erfährt. Von den drei Antikenopern Orffs konnte sich Oedipus der Tyrann am wenigsten im Repertoire behaupten, da Igor Strawinskys Opernoratorium Oedipus Rex (Paris, Théâtre Sarah-Bernhardt, 1927) auf die Dichtung von Jean Cocteau, eine der bedeutendsten Partituren der neoklassizistischen Schaffensperiode Strawinskys, in direkter Konkurrenz zu Orffs Vertonung steht.

## Aufnahmen

### Audio
- Gerhard Stolze, Astrid Varnay, Hans Baur, Fritz Wunderlich, Willy Domgraf-Fassbaender, Hubert Buchta, Hans Günter Nöcker; Orchester und Chor der Württembergischen Staatsoper Stuttgart, Musikalische Leitung: Ferdinand Leitner. Uraufführung 1959.
- Gerhard Stolze, Astrid Varnay, Kieth Engen, James Harper, Karl Christian Kohn, Hubert Buchta, Hans Günter Nöcker, Rolf Boysen, Heinz Cramer, Carlos Alexander; Symphonieorchester des Bayerischen Rundfunks, Musikalische Leitung: Rafael Kubelík. Deutsche Grammophon 1966.

### Video
- Norbert Schmittberg, Dimitry Ivashchenko, Andreas Daum, Oleksandr Prytolyuk, Markus Durst, Mark Adler, Yamina Maamar, Stefan Umhey, Hans-Joachim Porcher; Staatstheater Darmstadt; Regie: John Dew; Musikalische Leitung: Stefan Blunier; Videoregie: Peider A. Defilla. Wergo 2010. ISBN 978-3-7957-7833-0